# Quillebeuf-sur-Seine
Quillebeuf-sur-Seine – miejscowość i gmina we Francji, w regionie Normandia, w departamencie Eure.
Według danych na rok 1990 gminę zamieszkiwały 1044 osoby, a gęstość zaludnienia wynosiła 103 osoby/km² (wśród 1421 gmin Górnej Normandii Quillebeuf-sur-Seine plasuje się na 220 miejscu pod względem liczby ludności, natomiast pod względem powierzchni na miejscu 342).